# Nikolas Busse
Nikolas Busse (* 1969 in Langnau im Emmental) ist ein deutscher Journalist und Politikwissenschaftler.

## Leben und Werk
Busse wuchs in Oberbayern auf. Nach dem Abitur studierte er Politikwissenschaft an der Freien Universität Berlin, das er 1998 mit der Promotion abschloss. In seiner Dissertation beschäftigte er sich mit der Sicherheitspolitik in Südostasien. Mitte der 1990er Jahre sammelte er erste journalistische Erfahrungen als freier Mitarbeiter in einer Lokalredaktion der Süddeutschen Zeitung und des Feuilletons der Berliner Zeitung.
Im November 1998 trat er in die politische Redaktion der Frankfurter Allgemeinen Zeitung (FAZ) ein. Ab 2007 war er politischer Korrespondent für die NATO und die Europäische Union in Brüssel. Ab September 2014 war Busse stellvertretender verantwortlicher Redakteur für Außenpolitik in der Frankfurter Zentrale. Zusätzlich war er ab April 2016 verantwortlicher Redakteur der Frankfurter Allgemeinen Woche. Ab November 2019 war er verantwortlicher Redakteur für den Politikteil der Frankfurter Allgemeinen Sonntagszeitung. Seit 2021 ist er in der Frankfurter Allgemeinen Zeitung verantwortlicher Redakteur für Außenpolitik.
Busse nimmt gelegentlich an den Diskussionssendungen Presseclub des Westdeutschen Fernsehens und dem Internationalen Frühschoppen des Fernsehsenders Phoenix teil.

## Werke
- Die Entstehung von kollektiven Identitäten: Das Beispiel der ASEAN-Staaten. (= Weltpolitik im 21. Jahrhundert. 4). Nomos, Baden-Baden 2000, ISBN 3-7890-6601-X (Dissertation).
- Entmachtung des Westens: Die neue Ordnung der Welt. Propyläen, Berlin 2009, ISBN 978-3-549-07333-9.